# Improbidade administrativa
Improbidade administrativa é o ato ilegal ou contrário aos princípios básicos da Administração Pública no Brasil, cometido por agente público, durante o exercício de função pública ou decorrente desta. Segundo Calil Simão, o ato de improbidade qualificado como administrativo (ato de improbidade administrativa), é aquele impregnado de desonestidade e deslealdade.
A Lei 8.429, sancionada em 2 de junho de 1992 pelo então presidente Fernando Collor de Melo, prevê os atos característicos de improbidade administrativa. Alguns dos quais, elencados pela lei, são o dano ao erário, enriquecimento ilícito e violação aos princípios administrativos. O dispositivo legal permite a punição de um agente público condenado por improbidade administrativa tanto na esfera cível como esfera penal do Direito, definindo como administração pública, para este fim, toda administração direta, indireta ou fundacional de qualquer dos Poderes da União, dos Estados, do Distrito Federal, dos Municípios, de Território, de empresa incorporada ao patrimônio público ou de entidade pública.

## Sujeito ativo
A Lei 8.429, de 2 de junho de 1992, define agente público, no Brasil, como:
“aquele que exerce, ainda que transitoriamente ou sem remuneração, por eleição, nomeação, designação, contratação ou qualquer outra forma de investidura ou vínculo, mandato, cargo, emprego ou função nas entidades mencionadas no artigo anterior”.
As entidades mencionadas referem-se a:
- administração direta, indireta ou fundacional de qualquer dos Poderes da União, dos Estados, do Distrito Federal, dos Municípios, de Território;
- empresa incorporada ao patrimônio público;
- entidade para cuja criação ou custeio o erário participe com mais de 50% do patrimônio ou da receita anual. Caso a participação do erário seja inferior a 50%, a sanção patrimonial limitar-se-á à repercussão do ilícito sobre a contribuição dos cofres públicos.

Podem ser praticados por qualquer agente público, servidor ou não. Assim, busca a lei punir não apenas o corrupto, como o corruptor.
É possível a responsabilização de qualquer pessoa, ainda que não seja considerada agente público, quando induzir ou concorrer para a prática do ato de improbidade ou dele se beneficiar de forma direta ou indireta (pessoas físicas e jurídicas).

## Agente público
Agente público é todo aquele que exerce, por eleição, nomeação, designação, contratação ou qualquer outra forma de investidura ou vínculo, mandato, cargo, emprego ou função na Administração Direta e Indireta. Em caso de enriquecimento ilícito, perderá os bens ou valores acrescidos ao seu patrimônio, com indisponibilidade de bens requerida pelo Ministério Público.

## Legislações
É caracterizada, sucintamente, pela violação aos princípios da moralidade, impessoalidade e economicidade e enriquecimento ilícito no exercício, conforme previsto por lei.
A Lei Federal n.° 8429/92 trata dos atos de improbidade praticados por qualquer agente público.
As disposições desta alcançam todas as pessoas qualificadas como agentes públicos, na administração direta, indireta e fundacional, ainda que transitoriamente, com ou sem remuneração. E também as empresas incorporadas ao patrimônio público e as entidades para criação ou custeio o erário haja concorrido ou concorra com mais de 50% do patrimônio ou da receita anual.
São abrangidos ainda aqueles que, mesmo não sendo agentes públicos, induzam ou concorram para a prática do ato de improbidade ou dele se beneficiem sob qualquer forma, direta ou indiretamente. Neste sentido, são equiparados a agentes públicos, ficando sujeitos às sanções previstas na Lei de Improbidade Administrativa, os responsáveis e funcionários de pessoas jurídicas de direito privado que recebam verbas públicas e promovam o seu desvio, apropriação, ou uso em desconformidade com as finalidades para as quais se deu o repasse.
Os atos incrimináveis são aqueles que importam vantagem ilícita, ou que causam prejuízo ao erário, ou que decorram de concessão ou aplicação indevida de benefício financeiro ou tributário, ou que atentam contra os princípios da administração pública.
As penalidades envolvem ressarcimento do dano, indisponibilidade dos bens, multa, perda do que foi obtido ilicitamente, perda da função pública, suspensão dos direitos políticos (de 8 a 10 anos, conforme a hipótese) e proibição de contratar com o poder público, em seu artigo 12. inciso I da lei 8.429/92.
A Lei 8429/92 estabelece quatro espécies de atos de improbidade:
- os que importam enriquecimento ilícito (art. 9.º);
- os que causam lesão ao patrimônio público (art. 10);
- os que decorrem de concessão ou aplicação indevida de benefício financeiro ou tributário (art. 10-A); e
- os que atentam contra os princípios da Administração Pública (art.11).

Muito embora tenham penalidades, os atos de improbidade administrativa não são considerados "crimes". Há uma grande diferença entre ato de improbidade administrativa e crime, pois se sujeitam a juízos dotados de competências distintas - cível e criminal -, não havendo, quanto à improbidade, a previsão e aplicação de penas restritivas de liberdade.
A lei não prevê punições de caráter penal, mas sim de natureza civil e política, ou seja, incluem a perda da função pública, suspensão dos direitos políticos, multas e reparação do dano.
A Lei n.º 9.504/1997 - Lei das Eleições - define, em seu art. 73, condutas vedadas aos agentes públicos nas eleições, sendo que a prática dessas condutas é qualificada como atos de improbidade administrativa. Cuida-se de proteger a igualdade das candidaturas e a lisura dos pleitos, mediante o afastamento de interferências decorrentes do uso da máquina administrativa. A punição desses atos, sob a égide da Lei de Improbidade Administrativa, em respeito à independência das instâncias, não se dá pela Justiça Eleitoral e sim no juízo cível, ordinariamente competente para conhecer e julgar os atos de improbidade administrativa.
Devemos ter consciência de que a Legislação acima deriva da necessidade de regulamentar a Lei 8.112, de 11 de dezembro de 1990, a qual dispõe sobre o regime jurídico dos servidores públicos civis da União, das autarquias e das fundações públicas federais, também conhecida como Estatuto do Servidor público.
"Art. 132.  A demissão será aplicada nos seguintes casos:
              IV - improbidade administrativa;"

## Denúncias
As denúncias contra Atos de Improbidade Administrativa podem advir de diversas fontes, sendo as mais comuns os servidores públicos, os mecanismos de correição dos órgãos públicos (Comissões sindicantes, Processos Administrativos, Controle Interno), o Ministério Público, os Tribunais de Contas e fontes abertas, como revistas, jornais e blogs.
É público e notório, no entanto, que os acusados de Improbidade Administrativa geralmente são pessoas poderosas e acobertadas por outros agentes.
A existência de mecanismos de apuração contra atos de improbidade administrativa não garante a correição dos atos, sendo mais comum que a impropriedade venha a caducar por protelação dos prazos, ou que o denunciante venha a sofrer represálias de modo a evitar a concretização ou continuidade da denúncia, isso quando incide conluio entre a administração e o denunciado.
Pode acontecer ainda do denunciante sofrer represálias dentro da esfera de apuração em um processo conhecido como "vitimização do acusado", de modo a dar a entender que o denunciado é uma vítima do denunciante, ou podem ainda os responsáveis pelo processo sindicante simplesmente ignorarem as denúncias e tratarem de atacar o denunciante, focando unicamente na subversão das informações que possam ser utilizadas contra o mesmo, em uma ação conhecida como "desinformação".
Isso ocorre mesmo em órgãos que deveriam zelar pela probidade e pela segurança do denunciante.
O indexador Dura Verum, por exemplo, indexa a página Whistleblower, que denuncia a conjuntura em que a improbidade é acobertada. Já o site Desinformação apresenta detalhadamente processos em que denúncias feitas no Senado Federal se transformaram em ferramentas de coerção contra o denunciante. Outro link no mesmo indexador, A Contrainteligência no Senado Federal, detalha como a improbidade foi capaz de desvirtuar ações de segurança nacional convertendo-as em sabotagens contra a Operação Lava-jato, da Polícia Federal, fato que inclusive deu origem à Operação Métis.

### Enquadramentos
Segundo dados do Conselho Nacional de Justiça, o Brasil tinha, em março de 2010, 2.002 gestores, funcionários públicos e políticos enquadrados por improbidade administrativa, ou seja, já processados e julgados. A reparação ao Tesouro estava avaliada em R$ 147 milhões, sendo que a Justiça identificou o acréscimo ilícito de R$ 27 milhões a patrimônios pessoais. O Estado de São Paulo lidera o ranking, com 899 sentenciados; seguido por Minas Gerais, com 209; Paraná, com 176; Rondônia, com 103; Rio Grande do Sul, 95; e Goiás, 90.

## Controvérsias
O Conselho Nacional de Justiça, ao aprovar a sua Meta 18, que tinha como objetivo o julgamento, até o final de 2013, dos processos judiciais contra a administração pública e de improbidade administrativa que chegaram à Justiça até dezembro de 2011, visou não somente aos processos penais, mas também às ações civis. Com isso, trouxe o foco para um problema jurídico já antigo, qual seja, a duplicidade de procedimentos que versam sobre um mesmo fato. 
A lei de improbidade administrativa é acusada de dar ampla margem ao problema da duplicidade penal quando considera, em seu art. 10, que ações por improbidade administrativa e as ações criminais contra o dano ao erário público são independentes. 
Nesse sentido, um mesmo fato pode encontrar adequação típica tanto na lei de improbidade administrativa quanto na legislação penal. Diante disso, com demasiada frequência, o Ministério Público, ajuíza inquérito tanto pelo crime quanto pela improbidade, o que é questionável sob o ponto de vista de sua performance institucional e do princípio ne bis in idem. 
Quanto à suposta incidência de violação ao ne bis in idem, cumpre destacar preliminarmente que esta vedação trata com efeito da impossibilidade de penalizar o mesmo cidadão duas ou mais vezes na esfera jurídico-criminal. Ou seja, a duplicidade aqui exposta - que diz respeito a ações cíveis e criminais sobre o mesmo fato típico - não está a priori na alçada do ne bis in idem. 
Inclusive, utiliza-se frequentemente a exegese do art. 935 do Código Civil para aferir a relevância da duplicidade. O texto legal em comento estabelece o princípio da independência e a influência da coisa julgada do processo criminal sobre a ação cível ''não se podendo mais questionar a existência do fato e sua autoria quando já estiverem decididas no juízo criminal''.  
Afinal, o princípio da independência das esferas, ao passo que estabelece a particular possibilidade de condenação do agente em uma esfera e a absolvição em outra, em razão da mesma prática irregular, admite o prosseguimento de ambos os feitos sem o compartilhamento dos elementos probatórios, isto é, resta a repetição de todas as provas nos diferentes processos.
Contudo, e essa é a crítica principal, a dinâmica proposta pelo ordenamento é diversa daquela que se afigura nos casos de duplicidade. É fundamentalmente, por conta deste resguardo normativo e cultural que, a dupla responsabilização em processos de improbidade administrativa não é tratada como um grande problema para o ordenamento jurídico brasileiro. Mas essa é uma discussão que apresenta muitas nuances que merecem ser debatidas. 
Para Walter Bittar, o ne bis in idem é um princípio geral do direito e, consequentemente, ''não se pode conceber a existência de dois procedimentos persecutório com idênticos objetivos contra o eventual investigado''; isso porque ''ambos possuem a mesma natureza, objetivo e fundamento jurídico, sendo improdutiva e inoportuna a existência de dois inquéritos tramitando na busca da mesma prova e sancionando duas vezes o mesmo investigado". 